# Larry Vásquez
Larry Vásquez Ortega (El Zulia, Norte de Santander; 19 de septiembre de 1992) es un futbolista colombiano que juega como mediocampista defensivo y actualmente es jugador del Amazonas de la Serie B de Brasil.

## Carrera en clubes
Larry debuta como profesional el 28 de abril de 2011 jugando para el ya desaparecido Academia en un partido de Copa Colombia enfrentando al Bogotá F. C. Para 2012 jugó la gran mayoría de encuentros tanto los de liga como los de copa.
Después de que Academia le vendiera su ficha al Llaneros, Larry siguió en el club alternando la titular pero al final de temporada no se le renueva el contrato y queda como jugador libre.
Para el 2013 llega a territorio boyacense para jugar con Patriotas Boyacá donde se ha venido destacando llegando a ser el sexto jugador con más partidos disputados allí.
Para el año 2017 Larry fue vendido al Club Tigres UANL de la Primera División de México coronándose campeón de la Liga MX ese mismo año. En el 2018 fue cedido al América de Cali. En el año 2019 nuevamente es cedido al club deportes Tolima en el cual fue pieza fundamental jugando más de 60 partidos esa temporada. 
Jugó con el Junior de Barranquilla en las temporadas 2020 y 2021.

### Millonarios
El 6 de enero de 2022 se da a conocer por medios periodísticos su llegada a exámenes médicos a Millonarios. En la negociación para la firma con el cuadro ‘embajador' participó su hermano mayor, exjugador del club, Omar Vásquez.
El 7 de marzo de 2022 marca su primer gol en la goleada 3 por 0 en el clásico bogotano contra Independiente Santa Fe.

El 24 de junio marca el penal definitivo al título para quedar campeón del Torneo Apertura contra Atlético Nacional siendo de las grandes figuras del equipo.
El 29 de junio de 2024 confirma en sus redes sociales su salida de Millonarios luego de dos años y medio en el equipo. En este tiempo el jugador ganó tres títulos: Copa Colombia 2022, Torneo Apertura 2023, y Superliga 2024.

### Atlético Bucaramanga
El 30 de junio de 2024 el Atlético Bucaramanga anunció la contratación del jugador a través de su red social X a partir del Torneo Finalización de 2024.

## Selección nacional

### Participaciones internacionales
| Competición                               | Sede         | Resultado | Partidos | Goles |
| ----------------------------------------- | ------------ | --------- | -------- | ----- |
| Juegos Centroamericanos y del Caribe 2018 | Barranquilla | Campeones | 5        | 0     |

## Estadísticas
| Academia F. C. · Colombia | 2ª                  | 2011                | 0   | 0 | 1  | 0 | —  | — | 1   | 0  |
| Academia F. C. · Colombia | 2ª                  | 2012                | 12  | 0 | 5  | 1 | —  | — | 17  | 1  |
| Academia F. C. · Colombia | Total               | Total               | 12  | 0 | 6  | 1 | —  | — | 18  | 1  |
| Llaneros · Colombia | 2ª                  | 2012                | 13  | 0 | —  | — | —  | — | 13  | 0  |
| Llaneros · Colombia | Total               | Total               | 13  | 0 | —  | — | —  | — | 13  | 0  |
| Patriotas Boyacá · Colombia | 1ª                  | 2013                | 15  | 0 | 6  | 0 | —  | — | 21  | 0  |
| Patriotas Boyacá · Colombia | 1ª                  | 2014                | 25  | 1 | 12 | 0 | —  | — | 32  | 1  |
| Patriotas Boyacá · Colombia | 1ª                  | 2015                | 32  | 0 | 5  | 1 | —  | — | 37  | 1  |
| Patriotas Boyacá · Colombia | 1ª                  | 2016                | 18  | 0 | 6  | 1 | —  | — | 24  | 1  |
| Patriotas Boyacá · Colombia | 1ª                  | 2017                | 30  | 1 | 4  | 0 | 4  | 1 | 38  | 2  |
| Patriotas Boyacá · Colombia | Total               | Total               | 120 | 2 | 33 | 2 | 4  | 1 | 157 | 5  |
| Tigres UANL · México | 1ª                  | 2017-18             | 3   | 0 | 1  | 0 | 2  | 0 | 6   | 0  |
| Tigres UANL · México | Total               | Total               | 3   | 0 | 1  | 0 | 2  | 0 | 6   | 0  |
| América de Cali · Colombia | 1ª                  | 2018                | 13  | 0 | 1  | 0 | —  | — | 14  | 0  |
| América de Cali · Colombia | Total               | Total               | 13  | 0 | 1  | 0 | —  | — | 14  | 0  |
| Deportes Tolima · Colombia | 1ª                  | 2019                | 43  | 1 | 5  | 1 | 7  | 0 | 55  | 2  |
| Deportes Tolima · Colombia | Total               | Total               | 43  | 1 | 5  | 1 | 7  | 0 | 55  | 2  |
| Junior · Colombia | 1ª                  | 2020                | 14  | 1 | 3  | 1 | 4  | 0 | 21  | 2  |
| Junior · Colombia | 1ª                  | 2021                | 40  | 2 | 2  | 1 | 11 | 0 | 53  | 3  |
| Junior · Colombia | Total               | Total               | 54  | 3 | 5  | 2 | 15 | 0 | 74  | 5  |
| Millonarios · Colombia | 1ª                  | 2022                | 43  | 1 | 5  | 0 | 2  | 0 | 50  | 1  |
| Millonarios · Colombia | 1ª                  | 2023                | 41  | 2 | 8  | 0 | 9  | 0 | 58  | 2  |
| Millonarios · Colombia | 1ª                  | 2024                | 17  | 1 | 2  | 0 | 3  | 0 | 22  | 1  |
| Millonarios · Colombia | Total               | Total               | 101 | 4 | 15 | 0 | 14 | 0 | 130 | 4  |
| Atlético Bucaramanga · Colombia | 1ª                  | 2024                | 16  | 0 | 5  | 0 | —  | — | 21  | 0  |
| Atlético Bucaramanga · Colombia | 1ª                  | 2025                | 1   | 0 | 1  | 0 | —  | — | 2   | 0  |
| Atlético Bucaramanga · Colombia | Total               | Total               | 17  | 0 | 6  | 0 | 0  | 0 | 23  | 0  |
| Amazonas FC · Brasil | 2ª                  | 2025                | 8   | 0 | 1  | 0 | -  | - | 9   | 0  |
| Amazonas FC · Brasil | Total               | Total               | 8   | 0 | 1  | 0 | 0  | 0 | 9   | 0  |
| Total en su carrera | Total en su carrera | Total en su carrera | 329 | 7 | 54 | 6 | 40 | 1 | 416 | 14 |
| (1) Incluye datos de la Copa Colombia y la Copa MX. (2) Incluye datos de Copa Libertadores, Copa Sudamericana y Liga de Campeones de la Concacaf. |                     |                     |     |   |    |   |    |   |     |    |

### Selección
| Selección                                                                | Temporada     | Amistosos | Amistosos | Amistosos | Sudamérica1 | Sudamérica1 | Sudamérica1 | Mundial | Mundial | Mundial | Total | Total | Total  | Media goleadora |
| Selección                                                                | Temporada     | Part.     | Goles     | Asist.    | Part.       | Goles       | Asist.      | Part.   | Goles   | Asist.  | Part. | Goles | Asist. | Media goleadora |
| ------------------------------------------------------------------------ | ------------- | --------- | --------- | --------- | ----------- | ----------- | ----------- | ------- | ------- | ------- | ----- | ----- | ------ | --------------- |
| Sub-21 · Colombia                                                        | 2018          | —         | —         | —         | 5           | 0           | 0           | —       | —       | —       | 5     | 0     | 0      | 0.0             |
| Sub-21 · Colombia                                                        | Total         | 0         | 0         | 0         | 5           | 0           | 0           | 0       | 0       | 0       | 5     | 0     | 0      | 0.0             |
| Total carrera                                                            | Total carrera | 0         | 0         | 0         | 5           | 0           | 0           | 0       | 0       | 0       | 5     | 0     | 0      | 0.0             |
| (1) Incluye los partidos del Juegos Centroamericanos y del Caribe (2018) |               |           |           |           |             |             |             |         |         |         |       |       |        |                 |

## Plano personal
Larry, es hermano del también futbolista Omar Vásquez.

## Palmarés

### Campeonatos Estaduales
| Título                | Equipo         | Sede     | Año  |
| --------------------- | -------------- | -------- | ---- |
| Taça Rio Solimões     | Amazonas F. C. | Amazonas | 2025 |
| Campeonato Amazonense | Amazonas F. C. | Amazonas | 2025 |

### Campeonatos nacionales
| Título                | Equipo      | Año  |
| --------------------- | ----------- | ---- |
| Torneo Apertura       | Tigres UANL | 2017 |
| Superliga de Colombia | Junior      | 2020 |
| Copa Colombia         | Millonarios | 2022 |
| Torneo Apertura       | Millonarios | 2023 |
| Superliga de Colombia | Millonarios | 2024 |

### Campeonatos internacionales
| Título               | Equipo          | Sede         | Año  |
| -------------------- | --------------- | ------------ | ---- |
| Juegos Centro/Caribe | Colombia Sub-21 | Barranquilla | 2018 |